# Wola Rakowa
Wola Rakowa (prononciation [ˈvɔla raˈkɔva]) est un village de la gmina de Brójce, du powiat de Łódź-est, dans la voïvodie de Łódź, situé dans le centre de la Pologne.
Il se situe à environ 3 kilomètres au nord-ouest de Brójce (siège de la gmina) et 15 kilomètres au sud-est de Łódź (siège du powiat et capitale de la voïvodie).

## Galerie
Quelques vues du village

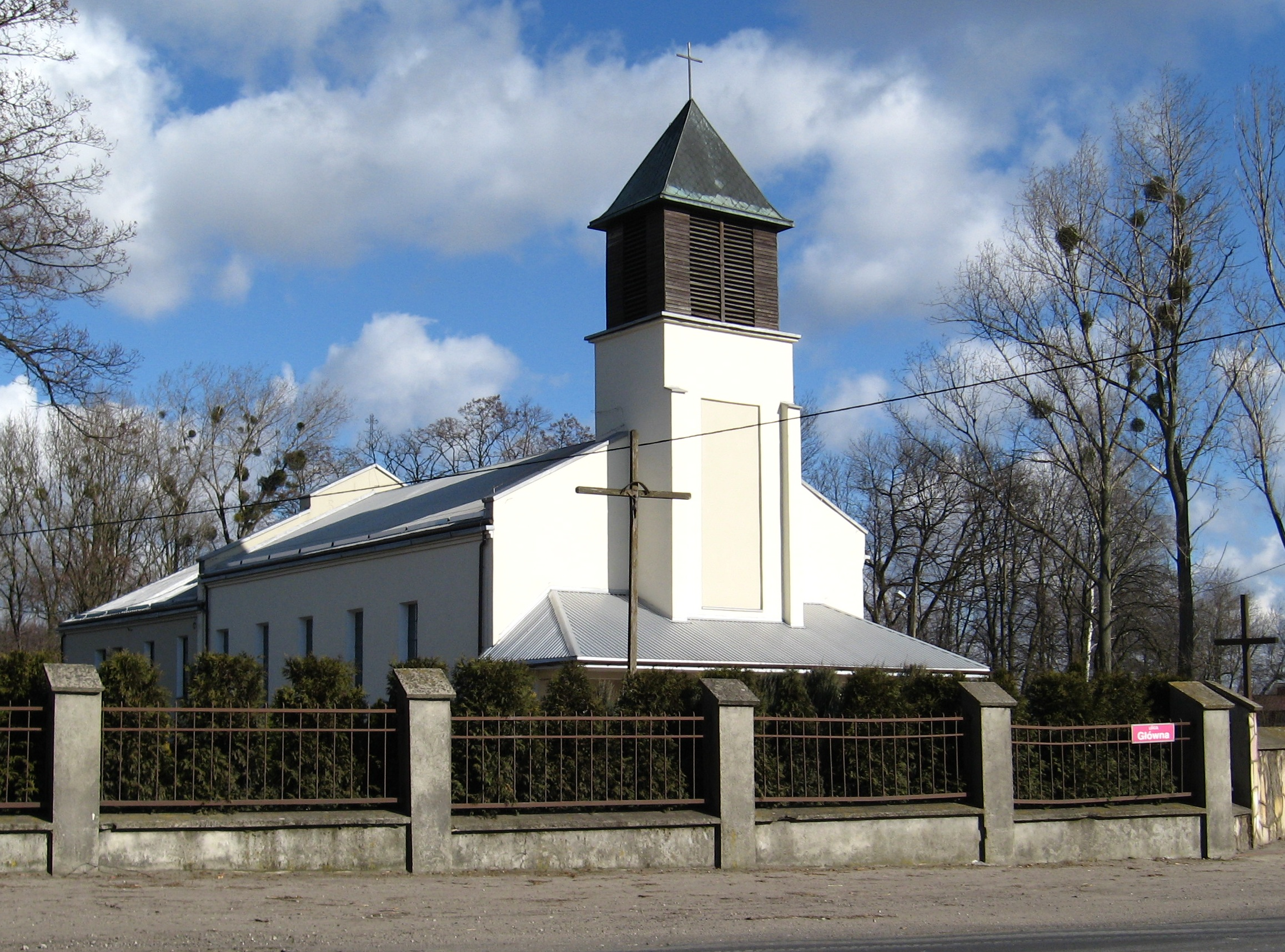
Eglise

## Administration
De 1975 à 1998, le village était attaché administrativement à l'ancienne voïvodie de Łódź.

Depuis 1999, il fait partie de la nouvelle voïvodie de Łódź.